# Панневиг, Матс
Матс Генри Панневиг (нем. Mats Henry Pannewig; родился 28 октября 2004 года, Хамм, Германия) — немецкий футболист, полузащитник «Бохума».

## Карьера
Матс Панневиг — воспитанник клубов «Хаммер 2008», «Вестфалия Ринерн», «Шальке 04», «Бохум». 31 января 2024 года перешёл на правах аренды в «Виденбрюк». За клуб дебютировал в матче против «Фортуны Дюссельдорф II». В матче против «Дюрена» забил два мяча и отдал столько же голевых передач. Всего за клуб сыграл 11 матчей, где забил 5 мячей и отдал 3 голевые передачи.
Дебютировал за «Бохум» в матче 1-го тура Бундеслиги против «РБ Лейпциг».